# Lisa Ingesson
Lisa Ingesson (* 16. Juli 2002) ist eine schwedische Skilangläuferin.

## Werdegang
Ingesson, die für den Piteå Elit SK startet, nahm bis 2022 an Juniorenrennen teil und holte dabei bei den Junioren-Skiweltmeisterschaften 2021 in Vuokatti die Goldmedaille mit der Staffel. Zudem wurde sie dort Achtte im 15-km-Massenstartrennen und Fünfte über 5 km Freistil. In der Saison 2022/23 startete sie in Östersund erstmals im Scandinavian-Cup, wobei sie den 27. Platz errang und bei der Tour de Ski 2022/23, die sie vorzeitig beendete, in Val Müstair erstmals im Skilanglauf-Weltcup, wobei sie auf den 54. Platz im Sprint lief. Im März 2023 holte sie in Falun mit dem 38. Platz über 10 km klassisch und dem 49. Rang im Sprint ihre ersten Weltcuppunkte. In der Saison 2023/24 kam sie in Gällivare mit dem 27. Platz über 10 km Freistil und mit dem 29. Platz bei der Tour de Ski 2023/24 erneut in die Punkteränge.